# Carl Ludwig Willdenow

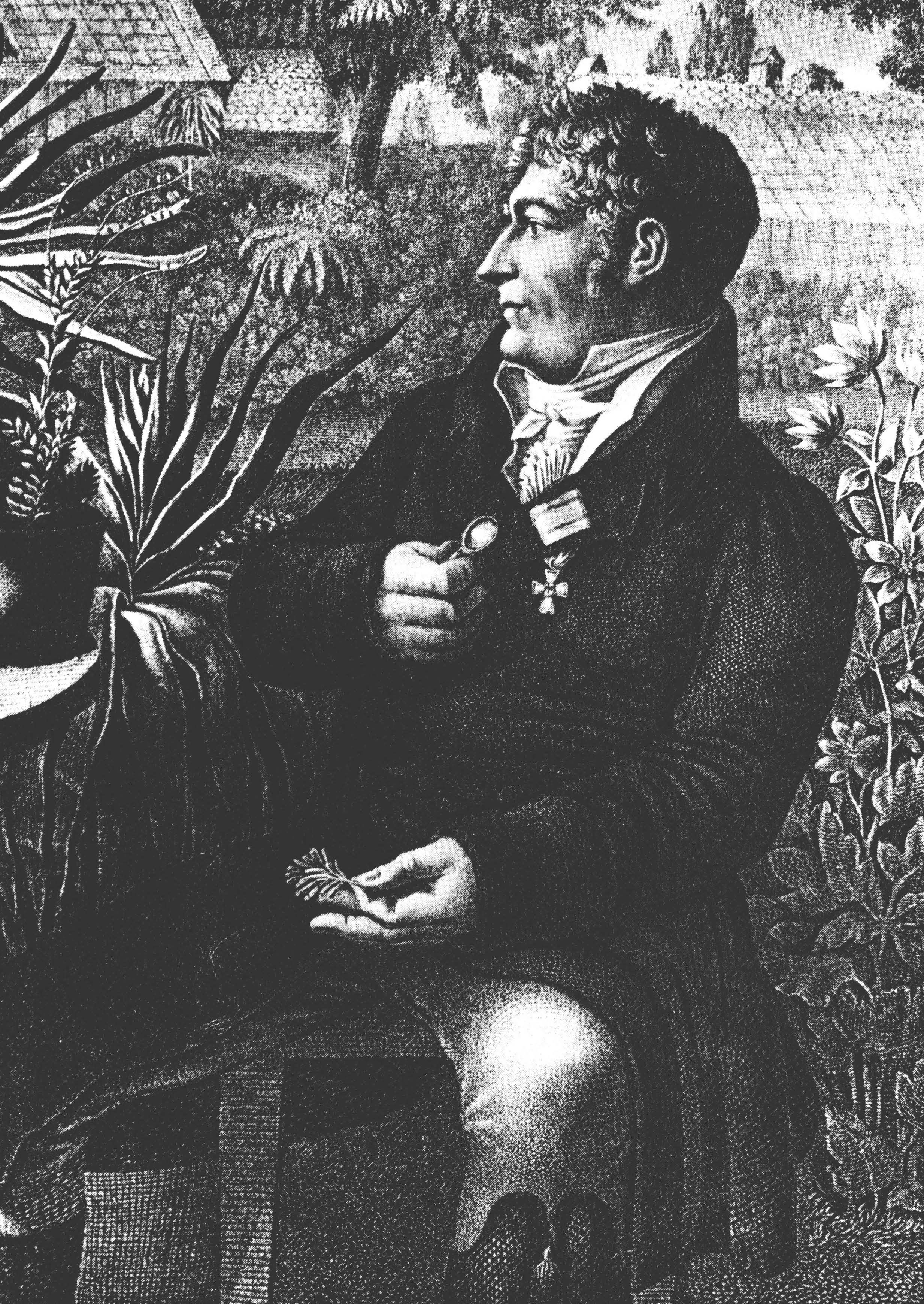
Carl Ludwig Willdenow

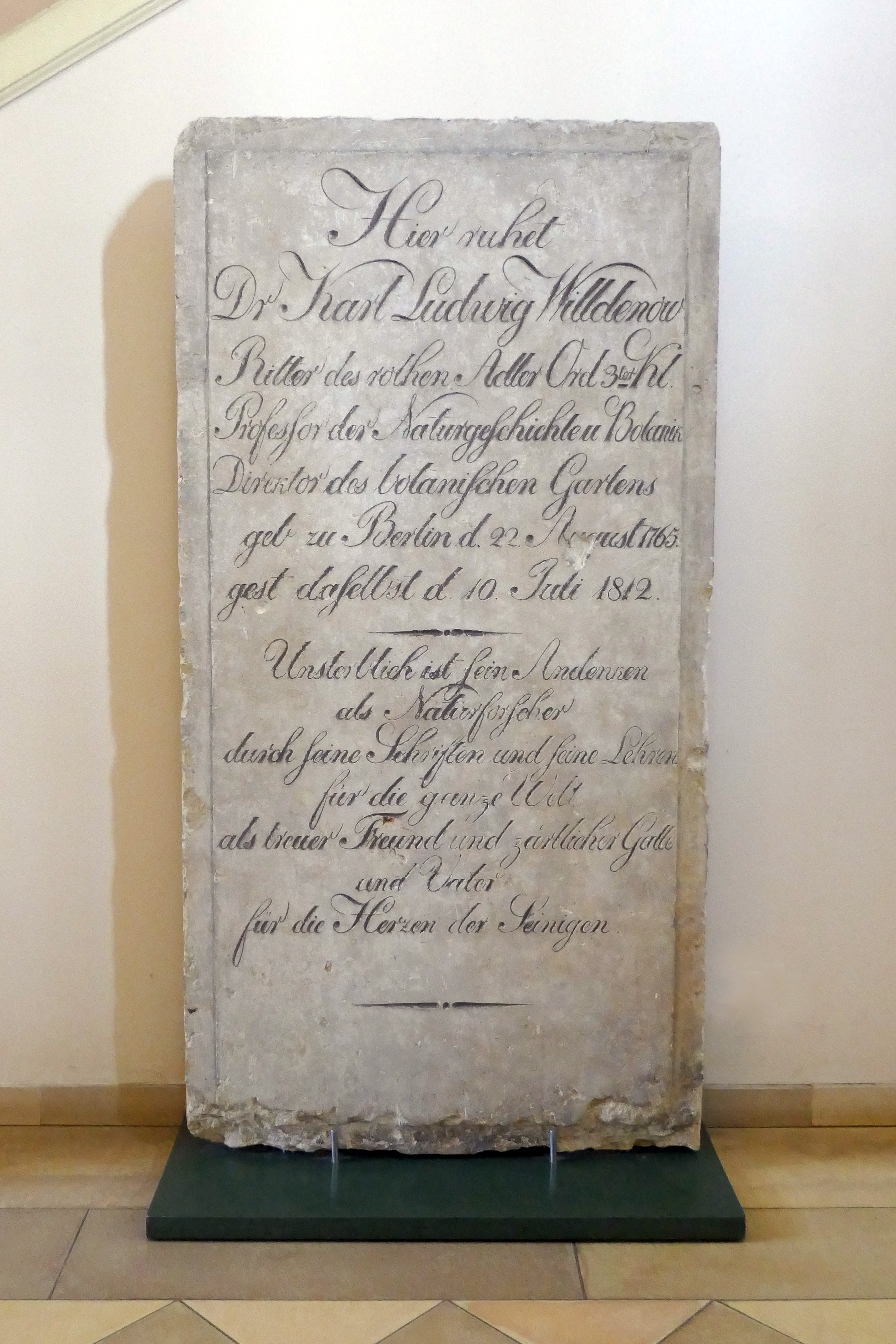
Willdenows Grabstein im Botanischen Museum

Carl Ludwig Willdenow (* 22. August 1765 in Berlin; † 10. Juli 1812 ebenda) war ein deutscher Botaniker. Sein offizielles botanisches Autorenkürzel lautet „Willd.“

## Leben und Wirken

### Leben
Carl Ludwig Willdenow entstammte einer Berliner Apothekerfamilie. Sein Vater Johann Carl Willdenow (12. November 1737–8. Januar 1790) heiratete 1763 Dorothea Louise Budde (7. August 1731–7. Februar 1786), eine Tochter des königlichen Leibarztes August Budde und Witwe des Apothekers Friedrich Stephani. Willdenows Vater wurde dadurch am 19. Januar 1763 zum Besitzer der Apotheke Zum rothen Adler, die sich in der Straße Unter den Linden 53 an der Ecke zur Friedrichstraße (heute Unter den Linden 25) befand. Er hatte zwei Schwestern.
Willdenow besuchte zunächst eine Lateinschule und ab dem 13. Lebensjahr das friedrichswerdersche Gymnasium. Anschließend begann er eine Lehre in der Apotheke seines Vaters. In Chemie wurde er von Martin Heinrich Klaproth unterwiesen. Unter Anleitung von Johann Gottlieb Gleditsch legte Willdenow sein erstes Herbarium an. Die Pflanzen stammten überwiegend aus Exkursionen in die Berliner Umgebung, an denen gelegentlich Kurt Sprengel teilnahm.
Am 25. April 1785 immatrikulierte Willdenow sich an der Friedrichs-Universität Halle für ein Studium der Medizin. Von 1787 bis 1788 vertiefte Willdenow in Langensalza seine chemische Ausbildung bei Johann Christian Wiegleb. Während dieser Zeit unternahm er ausgedehnte Wanderungen durch Mitteldeutschland. Am 16. Februar 1789 wurde Willdenow in Halle unter dem Dekanat von Philipp Friedrich Theodor Meckel mit der botanischen Schrift De achilleis zum Doktor der Medizin promoviert. Nach dem Tod seines Vaters im selben Jahr übernahm Willdenow die väterliche Apotheke, die er bis 1793 betrieb. 1790 berichtete Willdenow in einem Brief an Paul Usteri, dass er sich einen eigenen Garten mit einem kleinen Gewächshaus gekauft habe. Am 1. November 1790 heiratete er Henriette Luise Habermus. Sie hatten einen Sohn Carl Wilhelm (* 1. Juli 1795–?) dessen Pate Alexander von Humboldt war.
Willdenow starb am  10. Juli 1812 in Berlin im Beisein von Ernst Ludwig Heim und Diederich Friedrich Carl von Schlechtendal (1767–1842). Er wurde auf dem Kirchhof an der Dorotheenstädtischen Kirche beigesetzt. Vor der Einebnung der dorotheenstädtischen Kirche und des Kirchhofs im Jahr 1965 wurde Willdenows Grabstein entfernt und gesichert. Dieser Epitaph steht zu seinem Andenken heute in der Eingangshalle des Botanischen Museums Berlin-Dahlem.

### Wirken
Im Berliner Vieweg Verlag erschien 1787 mit dem Florae Berolinensis prodromus seine erste umfangreiche Veröffentlichung.  1790 erschien mit Historia Amaranthorum Willdenows Monografie über die Pflanzengattung Amaranthus.  1792 veröffentlichte Willdenow die erste Auflage seines Grundriss der Kräuterkunde zu Vorlesungen, eines kurzen Lehrbuchs der Botanik. Zu seinen Lebzeiten folgten vier weitere Auflagen. Es wurde ins Niederländische und Englische übersetzt. Joseph August Schultes und Johann Heinrich Friedrich Link veröffentlichten später neu bearbeitete Ausgaben.
Seit 1788 übte Willdenow erheblichen Einfluss auf den mit ihm befreundeten Alexander von Humboldt aus, insbesondere hinsichtlich der geographischen und klimatischen Bedingungen von Pflanzenzonen und neuer botanischer Erkenntnisse, die in außereuropäischen Expeditionen gewonnen wurden.
Am 2. Februar 1798 wurde Willdenow ordentlicher Professor für Naturgeschichte am Berliner Collegium medico-chirurgicum. 1800 reiste er nach Hannover sowie in den Harz. Als Nachfolger von Johann Christoph Andreas Mayer wurde Willdenow am 7. Juli 1801 zum Direktor des Königlichen Botanischen Gartens der Königlichen Akademie der Wissenschaften in Neu-Schöneberg, der sich auf dem Gelände des heutigen Kleistparks befand, ernannt. 1803 reiste er nach Dresden und Böhmen. Von August bis Dezember 1804 bereiste er Norditalien. 1807 folgte eine Reise nach Wien.
Im September 1803 begann Willdenow mit der Herausgabe des Hortus berolinensis in dem er seltene oder wenig bekannte Pflanzen des Berliner botanischen Gartens vorstellte. Das Werk wurde bis 1812 in neun Faszikeln im Folioformat veröffentlicht. Es enthält insgesamt 108 handkolorierte Kupferstiche von Pflanzen. Darunter befinden sich etwa 80 erstmals beschriebene Arten. Es wurde 1816 durch eine zehnte Lieferung von Johann Heinrich Friedrich Link ergänzt. 1804 erschien ein zweites Lehrbuch mit dem Titel Anleitung zum Selbststudium der Botanik, ein Handbuch zu öffentlichen Vorlesungen in dem Willdenow nach dem Linneschen Sexualsystem wichtige Gattungen anhand einzelner Arten vorstellte, wobei Nutz- und Heilpflanzen den Schwerpunkt bildeten. Die 1809 in zwei Teilen erschienene Enumeratio plantarum Horti Regii Berolinensis ist eine vollständige Erfassung aller Pflanzen, die im Sommer 1808 im Berliner Botanischen Garten kultiviert wurden. Sie enthält kurze lateinische Beschreibungen von 6351 Arten aus 1180 Gattungen.
1810 wurde Willdenow zum ersten ordentlichen Professor der Botanik der neu gegründeten Friedrich-Wilhelms-Universität berufen. Im Herbst 1810 folgte Willdenow einer Bitte Alexander von Humboldts und reiste nach Paris. Er sollte dort die botanische Ausbeute der von Humboldt und Aimé Bonpland unternommenen Forschungsreise durch Süd- und Mittelamerika aufarbeiten. Krankheitsbedingt kehrte er Ende April 1811 nach Berlin zurück.

## Mitgliedschaften
1787 wurde er in Halle zum ordentlichen Mitglied der Naturforschenden Gesellschaft zu Halle und am 16. Januar 1794  zum ordentlichen Mitglied der Académie Royale des Sciences et Belles-Lettres gewählt. 1795 wurde er Mitglied der Gesellschaft naturforschender Freunde zu Berlin. 1800 wurde er ordentliches Mitglied der Churfürstlich Mayntzischen Academie nützlicher Wissenschaften und 1801 Mitglied der Regensburgischen Botanischen Gesellschaft. Seit 1808 war er auswärtiges Mitglied der Bayerischen Akademie der Wissenschaften. 1810 gehörte er zu den Gründungsmitgliedern der Gesellschaft für Natur- und Heilkunde in Berlin.

## Ehrungen
Am 18. Januar 1810 wurde Willdenow der Rote Adlerorden III. Klasse verliehen.
Ihm zu Ehren wurde die Gattung Willdenowia Thunb. aus der Pflanzenfamilie der Restionaceae benannt.  Die seit 1953 erscheinende Zeitschrift Willdenowia ist ebenfalls nach ihm benannt. Der Botanische Garten Berlin vergibt die Auszeichnung Willdenow-Medaille.
In Berlin sind zwei Straßen nach Willdenow benannt: in unmittelbarer Nachbarschaft zum Botanischen Garten die Willdenowstraße in Berlin-Lichterfelde und in Berlin-Wedding die Willdenowstraße in der Nähe des U-Bahnhofs Wedding.

## Schriften (Auswahl)

### Selbständige Schriften
- Florae berolinensis prodromus. Vieweg, Berlin 1787 (doi:10.5962/bhl.title.6727).
- Dissertatio inauguralis botanico-medica de Achilleis. Halle 1789.
- Historia Amaranthorum. Zürich 1790 (online).
- Beyträge zur Biographie des verstorbenen Hofrath und Professor Dr. Johann Gottlieb Gleditsch. Ziegler, Zürich 1790 (mit Paul Usteri, online).
- Caroli a Linné Philosophia botanica. Editio tertia aucta a emendata. Himburg, Berlin 1790 (online).
- Grundriss der Kräuterkunde. Haude und Spener, Berlin 1792 (doi:10.5962/bhl.title.8054).
  - 2. Aufl. 1798, 3. Aufl. 1802, 4. Aufl. 1803, 5. Aufl. 1810. Weitere bearbeitete Auflagen von J. A. Schultes und H. F. Link.
- Phytographia seu descriptio rariorum minus cognitarum plantarum. Walther, Erlangen 1794 (online).
- Berlinische Baumzucht, oder Beschreibung, der in den Gärten um Berlin, im Freien ausdauernden Bäume und Sträucher, für Gartenliebhaber und Freunde der Botanik. G. C. Nauk, Berlin 1796 (online).
  - 2. Aufl. Die wilde Baumzucht. 1811 (online).
- Caroli a Linné Species plantarum. Band 1(1)–5(1) G. C. Nauk, Berlin 1797–1810 (doi:10.5962/bhl.title.727).
- Anleitung zum Selbststudium der Botanik. Berlin 1804 (online).
  - 2. Aufl. 1809, 3. Aufl. von H. F. Link, 4. Aufl. von A. Dietrich
- Caricologia sive descriptiones omnium specierum Caricis. Berlin 1805.
- Hortus berolinensis. F. Schüppel, Berlin 1803–1816 (doi:10.5962/bhl.title.95606).
- Enumeratio plantarum Horti Regii Berolinensis. Berlin 1809 (online).
  - D. F. C. von Schlechtendal: Enumeratio plantarum Horti regii berolinensis. Supplementum post mortem autores editum. Berlin 1813 (online).

### Herausgegebene Schriften
- Gerhard August Honckeny: Synopsis plantarum Germaniae. 2 Bände, Berlin 1792–1793 (online).
- João de Loureiro: Flora cochinchinensis … denuo in Germania edita cum notis Carolii Ludovici Willdenow. 2 Bände, Berlin 1793 (online).
- Jacob Bolton: Geschichte der merckwürdigsten Pilze. Aus dem Englischen mit Anmerckungen von D. Carl Ludw. Willdenow. Berlin 1795–1799 (doi:10.3931/e-rara-63144).

### Zeitschriftenbeiträge (Auswahl)
- Beschreibung einer neuen Flechte. In: Schriften der Berlinischen Gesellschaft Naturforschender Freunde. Band 6, 1785, S. 156–157 (online).
- Observationes botanicae. In: Botanisches Magazin. Band 2, Nummer 4, 1788, S. 7–19 (online).
- Nachrichten die Berliner Flor betreffend. In: Botanisches Magazin. Band 2, Nummer 5, 1789, S, 12–13 (online).
- Novum vegetabile Genus Hoffmannia dictum. In: Botanisches Magazin. Band 2, Nummer 6, 1789, S. 15–18 (online).
- Auszüge aus Briefen von Hrn. Doctor Willdenow in Berlin. In: Botanisches Magazin. Band 3, Nummer 8, 1790, S. 149–151 (online).
- Zufällige Gedanken über Pflanzengattungen. In: Botanisches Magazin. Band 3, Nummer 9, 1790, S. 13–32 (online).
- Novum vegetabile genus Elsholtzia nominatum. In: Botanisches Magazin. Band 4, Nummer 11, 1790, S. 3–6.
- Observationum botanicarum continuatio prima. In: Botanisches Magazin. Band 4, Nummer 11, 1790, S. 15–25.
- Eine neue Pflanzengattung Usteria genannt. In: Schriften der Berlinischen Gesellschaft Naturforschender Freunde. Band 10, 1790, S. 51–56 (online).
- Ueber die Gattung Fuchsia. In: Annalen der Botanick. Band 1, Nummer 3, 1792, S. 37–42 (online).
- Etwas über die Entstehung der Pilze. In: Annalen der Botanick. Band 1, Nummer 3, 1792, S. 58–65 (online).
- Ueber die Hyacinthen Gattung. In: Annalen der Botanick. Band 2, Nummer 4, 1793, S. 24–30 (online).
- Duae plantae Africanae descriptae a Car. Ludw. Willdenow (ineditum). In: Paul Usteri: Delectus opusculorum botanicorum. Band 2, 1793, S 197–202 (online).
- Über die Arten der Pflanzengattung Nepenthes. In: Schriften der Berlinischen Gesellschaft Naturforschender Freunde. Band 11, Nummer 2, 1794. S. 181–190 (online).
- Ueber den Balsam von Mecca. In: Berlinisches Jahrbuch der Pharmacie. Band 1, 1795, S. 143–160 (online).
- Bemerkungen über die Ipecacuanhawurzel. In: Berlinisches Jahrbuch der Pharmacie. Band 1, 1795, S. 161–170 (online).
- Ueber einige Gewächse, die man zur Bekleidung nutzen kann. In: Gemeinnütziger Almanach für das Jahr 1795. 1795, S. 112–126 (online).
- Weise Einrichtungen der Natur in der Oekonomie des Pflanzenreichs. In: Gemeinnütziger Almanach für das Jahr 1796. 1796, S. 44–56 (online).
- Vom Aloeholz. In: Jahrbuch für die Pharmacie und für die damit verbundenen Wissenschaften. Band 2, 1796, S. 109–119 (online).
- Botanische Bestimmung einiger in Apotheken gebräuchlichen Arzeneimittel und Handelsartikel. In: Jahrbuch für die Pharmacie und für die damit verbundenen Wissenschaften. Band 2, 1796, S. 120–145 (online).
- Ueber das Keimen der Pflanzen. In: Annalen der Botanick. Band 17, 1796, S. 1–19 (online)
- Ueber die Zittwer- und Kostwurzel. In: Berlinisches Jahrbuch für die Pharmacie und für die damit verbundenen Wissenschaften. Band 3, 1797, S. 152–162 (online).
- Ueber die Arten der Gattung Calyptranthes. In: Annalen der Botanick. Band 17, 1796, S. 19–24 (online).
- Dialium guineense, eine neue afrikanische Pflanze. In Archiv für die Botanik. Band 1, Nummer 1, 1796, S. 30–32 (online).
- Ueber das Selbststudium der Botanik für Pharmaceutiker [1]. In: Berlinisches Jahrbuch für die Pharmacie und für die damit verbundenen Wissenschaften. Band 4, 1797, 175–?.
- Beyträge zur geographischen Geschichte des Pflanzenreichs. In: Annalen der Botanick. Band 22, 1797, S. 1–13 (online).
- Schradera et Rottlera, bina nova plantarum genera. in: Göttingisches Journal der Naturwissenschaften. Band 1, Nummer 1, 1798 S. 1–9 (online).
- Ueber das Selbststudium der Botanik für Pharmaceuten [2]. In: Berlinisches Jahrbuch für die Pharmacie und für die damit verbundenen Wissenschaften. Band 5, 1799, S. 53–82 (online).
- Beiträge zur näheren Kenntniss einiger seltenen, wenig bekannten Pflanzen. In: Der Gesellschaft Naturforschender Freunde zu Berlin neue Schriften Band 2, 1799, S. 97–128 (online).
- Beschreibung der Veronica hybrida und Salvia Habliziana. In: Journal für die Botanik. Band 1, Nummer 2, 1799, S. 282–290 (online).
- Die Gattungen der Laubmoose näher bestimmt. In: Journal für die Botanik. Band 2, Nummer 3, 1799, S. 1–18 (online).
- Geranium asphodeloides. In: Journal für die Botanik. Band 2, Nummer 3, 1799, S. 26–30 (online).
- Über die Tragant-Arten. In: Sammlung der deutschen Abhandlungen, welche in der Königlichen Akademie der Wissenschaften zu Berlin vorgelesen worden in den Jahren 1792–1797. 1799, S. 22–35 (online).
  - Mémoire sur les diverses espèces de Tragacanthe. In: Mémoires de l'Académie Royale des Sciences et Belles-Lettres. 1794–1795. 1799, S. 16–31 (online).
- Über die in der Gegend von Berlin wildwachsenden Riedgras-Arten. In: Sammlung der deutschen Abhandlungen, welche in der Königlichen Akademie der Wissenschaften zu Berlin vorgelesen worden in den Jahren 1792-1797. 1799, S. 36–50 (online).
  - Sur les espèces de Carex qui croissent sans culture dans les environs de Berlin. In: Mémoires de l'Académie Royale des Sciences et Belles-Lettres. 1794–1795. 1799, S. 32–55 (online).
- Ueber das Selbststudium der Botanik für Pharmaceuten. [3]. In: Berlinisches Jahrbuch für die Pharmacie und für die damit verbundenen Wissenschaften. Band 6, 1800, S. 76–127 (online).
- Ueber die beyden Harze Tachamahak und Sandarak. In: Berlinisches Jahrbuch für die Pharmacie und für die damit verbundenen Wissenschaften. Band 7, 1801, S. 109–115.
- Einige neue Feigenarten mit allgemeinen Bemerkungen über diese Gattung. In: Sammlung der deutschen Abhandlungen, welche in der Königlichen Akademie der Wissenschaften zu Berlin vorgelesen worden in dem Jahre 1798–1800. 1803, S. 77–86 (online).
  - Détermination de quelques nouvelles espèces de Figuier, et observations générales sur ce genre. In: Mémoires de l'Académie royale des sciences et belles-lettres 1798. 1801, S. 91–104 (online).
- Botanische Bemerkungen auf der Hin- und Rückreise von Trankenbar nach Madras vom Herrn Missionair Rottler zu Trankenbar mit Anmerkungen von Herrn Professor C. L. Willdenow. In: Der Gesellschaft Naturforschender Freunde zu Berlin neue Schriften. Band 4, 1803, S. 180–224 (online).
- Über die nordamerikanischen Weiden von Hrn. Pred. Mühlenberg, mit Anmerkungen des Hrn. Prof. Willdenow. In: Der Gesellschaft Naturforschender Freunde zu Berlin neue Schriften. Band 4, 1803, S. 233–242 (online).
- Ueber den Bisam. Erster Theil. Naturgeschichte des Moschusthieres. In: Berlinisches Jahrbuch für die Pharmacie und für die damit verbundenen Wissenschaften. Band 9, 1803, S. 83–99.
  - = Der Bisam oder Moschus. In: Bulletin  des  Neuesten  und  Wissenswürdigsten  aus  der  Naturwissenschaft. Band 14, 1813, S. 92–101.  (online).
- Ueber Pflanzenabbildungen. In: Eunomia. Eine Zeitschrift des neunzehnten Jahrhunderts. Jahrgang 3, Band 1, 1803, S. 307–310 (online).
- Von der Ipecacuanha und Augusturarinde. In: Berlinisches Jahrbuch für die Pharmacie und für die damit verbundenen Wissenschaften. Band 10, 1804, 73–82.
- Determination of a new aquatic vegetable genus, called Caulinia, with general observations on water-plants. In: Annals of Botany Band 2, Nr. 1, 1805, S. 39–51 (online).
- Caulinia, eine neue Gattung der Wasserpflanzen nebst einigen Bemerkungen über die Wasserpflanzen überhaupt. In: Sammlung der deutschen Abhandlungen, welche in der Königlichen Akademie der Wissenschaften zu Berlin vorgelesen worden in dem Jahre 1798–1800. 1803, S. 87–96 (online).
  - Détermination d’un nouveau genre de plante aquatique, nommé Caulinia; et observations générales sur les plantes aquatiques. In: Mémoires de l'Académie royale des sciences et belles-lettres 1798. 1801, S. 79–90 (online).
- Kurze Bemerkungen über die in der Gegend von Lancaster in Nordamerika wachsenden Arten der Gattungen Juglans, Fraxinus und Quercus von Herrn Prediger Heinrich Ernst Mühlenberg, mit Anmerkungen von Herrn Professor C. L. Willdenow. In: Der Gesellschaft Naturforschender Freunde zu Berlin neue Schriften. Band 3, 1801, S. 387–402 (online).
- Drei neue Pflanzen-Gattungen. In: Der Gesellschaft Naturforschender Freunde zu Berlin neue Schriften. Band 3, 1801, S. 403–413 (online).
- Einige seltene Gewächse. In: Der Gesellschaft Naturforschender Freunde zu Berlin neue Schriften. Band 3, 1801, S. 413–432 (online).
- Zehn neue Gattungen von Gewächsen. In: Der Gesellschaft Naturforschender Freunde zu Berlin neue Schriften. Band 3, 1801, S. 433–453 (online).
- Welche Pflanze liefert das Federharz? In: Berlinisches Jahrbuch für die Pharmacie und für die damit verbundenen Wissenschaften. Band 8, 1802, S. 98–106.
- Gekrönte Preisschrift (zu pomologischen Preisfragen). In: Abhandlungen der Kurfürstlich-Mainzischen Akademie nützlicher Wissenschaften zu Erfurt. Band 2, 1802, S. 41–116 (online).
- Bemerkungen über einige seltene Farrenkräuter. In: Abhandlungen der Kurfürstlich-Mainzischen Akademie nutzlicher Wissenschaften zu Erfurt. Band 2, 1802, S. 3–32 (doi:10.3931/e-rara-35612).
- Von der Angustura-Rinde. In: Sammlung der deutschen Abhandlungen, welche in der Königlichen Akademie der Wissenschaften zu Berlin vorgelesen worden in den Jahren 1801–1802. 1805, S. 35–37 (online).
  - Mémoire sur l’écorce d’angustura. In: Mémoires de l'Académie royale des sciences et belles-lettres 1802. 1804, S. 24–28 (online).
- Ueber die Gattung Chara. In: Sammlung der deutschen Abhandlungen, welche in der Königlichen Akademie der Wissenschaften zu Berlin vorgelesen worden in dem Jahre 1803. 1806, S. 54–61 (online).
  - Du genre nommé Chara. In: Mémoires de l'Académie royale des sciences et belles-lettres 1803. 1805, S. 79–90 (online).
- Bemerkungen über einige Bauchpilze. In: Beiträge zur Naturkunde. Band 1, 1805, S. 132–142 (online).
- Ueber die Rathanhia und Calaguala Wurzel. In: Berlinisches Jahrbuch für die Pharmacie und für die damit verbundenen Wissenschaften. Band 11, 1805, S. 137–151.
- Ueber das Ammoniak. In: Berlinisches Jahrbuch für die Pharmacie und für die damit verbundenen Wissenschaften. Band 12, 1806, S. 78–85.
- Ueber die Sarsaparilla. In: Berlinisches Jahrbuch für die Pharmacie und für die damit verbundenen Wissenschaften. Band 12, 1806, S. 86–94.
- Ueber einige neue Südamerikanische Palmen. In: Sammlung der deutschen Abhandlungen, welche in der Königlichen Akademie der Wissenschaften zu Berlin vorgelesen worden in dem Jahre 1803. 1806, S. 246–256 (online).
  - De quelques nouveaux Palmiers de l'Amérique méridionale. In: Mémoires de l'Académie royale des sciences et belles-lettres 1804. 1807, S. 26–42 (online).
- Mertensia, ett nytt slägte af Ormbunkarne. In: Kongl. Vetenskaps Academiens Nya Handlingar. Band 25, 1804, S. 163–170 (online).
- Nachtrag zur Abhandlung des Professors Swartz über die Gattung Stylidium. In: Der Gesellschaft Naturforschender Freunde zu Berlin Magazin für die neuesten Entdeckungen in der gesammten Naturkunde. Band 1, 1807, S. 53–57 (online).
- Einige Bemerkungen über die Pflanzen der Klasse Syngenesia. In: Der Gesellschaft Naturforschender Freunde zu Berlin Magazin für die neuesten Entdeckungen in der gesammten Naturkunde. Band 1, 1807, S. 132–141 (online).
- Grindelia, eine neue Pflanzengattung. – In: Der Gesellschaft Naturforschender Freunde zu Berlin Magazin für die neuesten Entdeckungen in der gesammten Naturkunde. Band 1, 1807, S. 259–261 (online).
- Nähere Bestimmung einiger Liliengewächse, besonders aber derjenigen, die zur sechsten Klasse und dritten Ordnung des Linnéschen Systems gehören. In: Der Gesellschaft Naturforschender Freunde zu Berlin Magazin für die neuesten Entdeckungen in der gesammten Naturkunde. Band 2, 1808, S. 14–30 (online).
- Eine neue Pflanze, Möhringia sedifolia genannt. In: Der Gesellschaft Naturforschender Freunde zu Berlin Magazin für die neuesten Entdeckungen in der gesammten Naturkunde. Band 2, 1808, S. 100–101 (online).
- Einige Bemerkungen über die Scitamineen. In: Der Gesellschaft Naturforschender Freunde zu Berlin Magazin für die neuesten Entdeckungen in der gesammten Naturkunde. Band 2, 1808, S. 163–170 (online).
- Beschreibung einer neuen Art des Epheus aus Teneriffa mit Bemerkungen über die Gattung Marggravia. In: Der Gesellschaft Naturforschender Freunde zu Berlin Magazin für die neuesten Entdeckungen in der gesammten Naturkunde. Band 2, 1808, S. 170–173 (online).
- Über die Gattung Hippocrepis. In: Der Gesellschaft Naturforschender Freunde zu Berlin Magazin für die neuesten Entdeckungen in der gesammten Naturkunde. Band 2, 1808, S. 173–175 (online).
- Bemerkungen über Scirpus autumnalis und Avena Loeflingiana. In: Der Gesellschaft Naturforschender Freunde zu Berlin Magazin für die neuesten Entdeckungen in der gesammten Naturkunde. Band 2. 1808, S. 284–290 (online).
- Über das Keimen der Farnkräuter. In: Der Gesellschaft Naturforschender Freunde zu Berlin Magazin für die neuesten Entdeckungen in der gesammten Naturkunde. Band 2, 1808, S. 290–295 (online).
- Beschreibung eines neuen baumartigen Grases. In: Der Gesellschaft Naturforschender Freunde zu Berlin Magazin für die neuesten Entdeckungen in der gesammten Naturkunde. Band 2, 1808, S. 320.  (online).
- Ueber die officinelle Wurzel von Filix mas. In: Berlinisches Jahrbuch für die Pharmacie und für die damit verbundenen Wissenschaften. Band 13, 1808, S. 111–119.
- Ueber die Gattungen Brunia und Staavia. In: Denkschriften der Königlichen Akademie der Wissenschaften zu München für das Jahr 1808. 1809, S. 125–134 (online).
- Über die Gattung Sideroxylum. In: Der Gesellschaft Naturforschender Freunde zu Berlin Magazin für die neuesten Entdeckungen in der gesammten Naturkunde. Band 3, 1809, S. 51–60 (online).
- Über die Gattungen der Lebermoose. In: Der Gesellschaft Naturforschender Freunde zu Berlin Magazin für die neuesten Entdeckungen in der gesammten Naturkunde. Band 3, 1809, S. 98–102 (online).
- Einige Bemerkungen über die Gattung Onoclea. In: Der Gesellschaft Naturforschender Freunde zu Berlin Magazin für die neuesten Entdeckungen in der gesammten Naturkunde. Band 3, 1809, S. 160 (online).
- Fünf neue Pflanzen Deutschlands. In: Der Gesellschaft Naturforschender Freunde zu Berlin Magazin für die neuesten Entdeckungen in der gesammten Naturkunde. Band 3, 1809, S. 296–299 (online).
- Ueber die Chinarinde. In: Berlinisches Jahrbuch für die Pharmacie und für die damit verbundenen Wissenschaften. Band 14, 1809, S. 46–53.
  - = Die Chinarinde. In: Bulletin  des  Neuesten  und  Wissenswürdigsten  aus  der  Naturwissenschaft. Band 14, 1813, S. 84–89 (online).
- Beschreibung des Baumes, der die in den Handel kommenden Galläpfel trägt. In: Berlinisches Jahrbuch für die Pharmacie und für die damit verbundenen Wissenschaften. Band 14, 1809, S. 53–58.
  - = Die in dem Handel vorkommenden Galläpfel. In: Bulletin  des  Neuesten  und  Wissenswürdigsten  aus  der  Naturwissenschaft. Band 14, 1813, S. 89–92 (online).
- Sur trois espèces très rapprochées du genre Aristolochia. In Mémoires de la Société impériale des naturalistes de Moscou. Band 2, 1809, S. 98–102 (online).
- Über Salix Arbuscula Linnaei. In: Der Gesellschaft Naturforschender Freunde zu Berlin Magazin für die neuesten Entdeckungen in der gesammten Naturkunde. Band 4, 1810, S. 51–53 (online).
- Bemerkungen über Plumier’s Tractatus de Filicibus americanis. In: Der Gesellschaft Naturforschender Freunde zu Berlin Magazin für die neuesten Entdeckungen in der gesammten Naturkunde. Band 4, 1810, S. 53–59 (online).
- Über das Keimen der Gewächse. In: Der Gesellschaft Naturforschender Freunde zu Berlin Magazin für die neuesten Entdeckungen in der gesammten Naturkunde. Band 4, 1810, S. 99–108 (online).
- Über die Anzucht ausländischer Bäume und Sträucher im Freien. In: Der Gesellschaft Naturforschender Freunde zu Berlin Magazin für die neuesten Entdeckungen in der gesammten Naturkunde. Band 4, 1810, S. 212–219 (online).
- Pavonia platanifolia, eine neue Pflanzenart. In: Der Gesellschaft Naturforschender Freunde zu Berlin Magazin für die neuesten Entdeckungen in der gesammten Naturkunde. Band 4, 1810, S. 219–221 (online).
- Ueber zwey merkwürdige Arzeneypflanzen. In Berlinisches Jahrbuch für die Pharmacie und für die damit verbundenen Wissenschaften. Band 15, 1811, S. 69–80.
- Über die Gattung Calophyllum. In: Der Gesellschaft Naturforschender Freunde zu Berlin Magazin für die neuesten Entdeckungen in der gesammten Naturkunde. Band 5, 1811, S. 78–80 (online).
- Allgemeine Bemerkungen, über den Unterschied der Vegetation, auf der nördlichen und südlichen Halbkugel unserer Erde, in den außer den Tropen gelegenen Ländern. In: Der Gesellschaft Naturforschender Freunde zu Berlin Magazin für die neuesten Entdeckungen in der gesammten Naturkunde. Band 5, 1811, S. 98–107 (online).
- Eine neue Pflanzengattung Longchampia genannt. In: Der Gesellschaft Naturforschender Freunde zu Berlin Magazin für die neuesten Entdeckungen in der gesammten Naturkunde. Band 5, 1811, S. 159–161 (online).
- Bemerkungen über die Gattung Aloë. In: Der Gesellschaft Naturforschender Freunde zu Berlin Magazin für die neuesten Entdeckungen in der gesammten Naturkunde. Band 5, 1811, S. 163–183 (online).
- Bemerkungen über Gymnandra. In: Der Gesellschaft Naturforschender Freunde zu Berlin Magazin für die neuesten Entdeckungen in der gesammten Naturkunde. Band 5, 1811, S. 390–396 (online).
- Beschreibung einiger Pflanzengattungen. In: Der Gesellschaft Naturforschender Freunde zu Berlin Magazin für die neuesten Entdeckungen in der gesammten Naturkunde. Band 5, 1811, S. 396–402 (online).
- Bemerkungen über die Pflanzengattung Dufourea. In: Der Gesellschaft Naturforschender Freunde zu Berlin Magazin für die neuesten Entdeckungen in der gesammten Naturkunde. Band 6, 1812, S. 62–64 (online).
- Ehrendenkmal des Herrn Oberforstmeisters v. Burgdorff. In: Abhandlungen der Königlichen Akademie der Wissenschaften in Berlin 1804–1811. 1815, S. 30–39 (online).
- Nähere Bestimmung eines brasilianischen Gewächses Pilophora testicularis genannt. In: Abhandlungen der Königlichen Akademie der Wissenschaften in Berlin 1804–1811. Abhandlungen der Mathematisch-Physikalischen Klasse. 1815, S. 1–11 (online).
- Ueber die Gattung Papyrus. In: Abhandlungen der Königlichen Akademie der Wissenschaften in Berlin 1812–1813. Abhandlungen der Mathematisch-Physikalischen Klasse. 1816, S. 67–75 (online).
- Beschreibung der Gattung Tamarix. In: Abhandlungen der Königlichen Akademie der Wissenschaften in Berlin 1812–1813. Abhandlungen der Mathematisch-Physikalischen Klasse. 1816, S. 76–86 (online).